# Міхєєв Сергій Вікторович
Сергій Вікторович Міхєєв (нар. 22 грудня 1938 , Хабаровськ) — радянський і російський авіаконструктор, генеральний конструктор ВАТ «Камов». Доктор технічних наук (1984), академік РАН (2011). Герой Російської Федерації (1997).

## Життєпис
Сергій Вікторович Міхеєв народився 22 грудня 1938 в Хабаровську.
У 1956 році вступив в Московський авіаційний інститут(факультет авіаційної техніки). У 1962 році закінчив МАІ і став працювати на Ухтомський вертолітному заводі (нині ВАТ «Камов») інженером-конструктором.
У 1974 році після смерті М. І. Камова став головним конструктором Ухтомського вертолітного заводу, в 1987 році — генеральним конструктором ВНТК імені Н. І. Камова. У 1994 році став президентом і генеральним конструктором ВАТ «Камов».
Під керівництвом С. В. Міхєєва в КБ «Камов» були створені легкі бойові вертольоти: протичовновий/пошуково-рятувальний Ка-27, транспортно-бойовий Ка-29, радіолокаційного дозору Ка-31, бойові ударні вертольоти Ка-50 «Чорна акула», Ка-52 «Алігатор», багатоцільовий армійської авіації Ка-60, а також цивільні — багатоцільовий Ка-32 і його модифікації, легкий багатоцільовий Ка-226, безпілотні Ка-37 та Ка-137 та інші.
22 серпня 1997 Наказом Президента РФ Сергію Вікторовичу Михееву присвоєно звання Героя Російської Федерації.
26 травня 2000 обраний членом-кореспондентом РАН (Відділення проблем машинобудування, механіки і процесів управління).
22 грудня 2011 обраний дійсним членом РАН (Відділення енергетики, машинобудування, механіки і процесів управління).
Є членом Міжнародної вертолітної асоціації, вертолітних товариств Росії, Європи та США.

## Громадська діяльність
У 1990—1993 — народний депутат РРФСР/РФ (депутатські групи «Комуністи Росії», «Промисловий союз»), член Комісії Верховної Ради з транспорту, зв'язку та інформатики.
У 1993—1994 — член Ради з промислової політики при Уряді РФ.
З 1997 — член Наукової ради при Раді Безпеки РФ, член Міжвідомчої комісії Ради Безпеки РФ з проблем оборонно-промислового комплексу.